# Paolo Chiarini
Paolo Chiarini (* 22. Juli 1931 in Rom; † 20. August 2012 ebenda) war ein italienischer Germanist, Literaturwissenschaftler und Übersetzer. Über Fachkreise hinaus wurde sein Name 2022 bekannt, als  der Briefwechsel zwischen der österreichischen Dichterin Ingeborg Bachmann und dem Schweizer Schriftsteller Max Frisch veröffentlicht wurden. Durch diesen Briefwechsel wurde die Liaison zwischen Bachmann und Chiarini in den frühen 1960er-Jahren publik.

## Leben
Chiarini wuchs in Rom als Sohn des Filmkritikers Luigi Chiarini auf. Ab 1958 hatte er einen Lehrauftrag an der Universität Bari inne. 1962 lernte er die in Rom lebende Schriftstellerin Ingeborg Bachmann kennen, über deren Schaffen er zuvor publiziert hatte. Bachmann und Chiarini wurden für kurze Zeit ein Liebespaar parallel zur Lebensgemeinschaft von Bachmann und Max Frisch. Bachmann erwog ernsthaft, sich von Frisch zu trennen. Der verheiratete Chiarini kehrte jedoch zu Frau und Familie zurück. Die Beziehung zwischen Frisch und Bachmann zerbrach im Herbst desselben Jahres, als sich Frisch in Marianne Oellers verliebte, die er später auch heiratete. Chiarini und Bachmann blieben bis in die 1970er-Jahre hinein miteinander in Kontakt.
Von 1966 an lehrte Chiarini an der Universität La Sapienza in Rom, ab 1969 war er Leiter des Istituto Italiano di Studi Germanici und Herausgeber der Zeitschrift Studi Germanici. Er übersetzte Arthur Schnitzler, Heinrich Heine, Gotthold Ephraim Lessing, Bertolt Brecht und Georg Heym ins Italienische und publizierte zu Lessing, Goethe, Heine, Schnitzler, Brecht sowie zu Thomas Mann und zum deutschen (literarischen) Expressionismus.
Paolo Chiarini war Mitherausgeber der Werkausgabe von Theodor Däubler und Mitglied der Erich Fried Gesellschaft. 1994 wurde er mit der Goethe-Medaille ausgezeichnet.
Als „großen Gelehrten“, von „Melancholie“ umgeben und „im Alter bis zur Schüchternheit zurückhaltend“, charakterisierte Ernst Osterkamp Paolo Chiarini nach dessen Tod.

## Schriften
- Il teatro tedesco espressionista, Bologna, Cappelli, 1959
- Bertolt Brecht, Bari, Laterza, 1959
- L’avanguardia e la poetica del realismo, Bari, Laterza, 1961
- Bertolt Brecht: saggio sul teatro, Bari, Laterza, 1967
- L’Espressionismo: storia e struttura, Firenze, La Nuova Italia, 1969
- Brecht, Lukacs e il realismo, Bari, Laterza, 1970
- L’espressionismo tedesco, Roma-Bari, Laterza, 1985
- Alle origini dell'intellettuale moderno: saggio su Heine, Roma, Editori riuniti, 1987
- Ingeborg Bachmanns Poetik. Neue Gedanken zu alten Themen, in: Christine Koschel und Inge von Weidenbaum (Hrsg.): Kein objektives Urteil – nur ein Lebendiges. Texte zum Werk von Ingeborg Bachmann. München, Piper, 1989, S. 320–334
- Berlino dell’espressionismo, Roma, Editori Riuniti, 1997
- L’espressionismo tedesco, Silvy edizioni, 2011